# دمتریوس شیپ جونیور
دمتریوس شیپ جونیور (به انگلیسی: Demetrius Shipp, Jr.) یک بازیگر آمریکایی است که بیشتر به دلیل بازی در فیلم کات‌تروت سیتی و نقش توپاک شکور در فیلم همه نگاه‌ها به من شناخته شده است.

## خانواده
دمتریوس شیپ جونیور، پیش از شروع حرفه بازیگری در تارگت کار میکرد.پدر وی ، دمتریوس شیپ سنیور نیز در آلبوم دون کیلومیناتی: نظریه ۷ روز با توپاک همکاری داشت.